# Tenri
Tenri (天理市, Tenri-shi) is een stad in de prefectuur Nara op het Japanse eiland Honshu. De stad heeft een oppervlakte van 86,37 km² en 70,726 inwoners (2007).
De stad huisvest een grote private universiteit, de Tenridai, en is het spirituele centrum van de Tenri-religie.

## Geschiedenis
Tenri werd een stad (shi) op 1 april 1954.

## Bezienswaardigheid

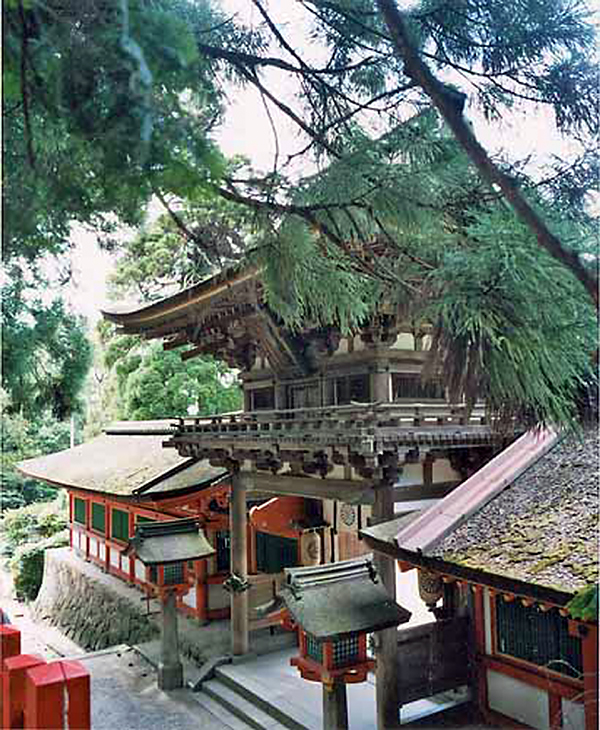
Poort van de Isonokami jinja

De Isonokami jinja, een jinja van betekenis in religieus, historisch en kunstzinnig opzicht.
Het spirituele centrum van de Tenri-religie bevindt zich in Tenri en domineert het stadsbeeld. In de binnenstad tussen treinstation en de hoofdtempel ziet men vooral mensen in de uniformachtige hapi-kleding van deze godsdienst met het opschrift "Tenrikyō". Binnen de stad zijn luidsprekers geïnstalleerd waaruit dagelijks om 14:00 uur de Tenrikyō-muziek klinkt. Dan onderbreken de gelovigen hun werkzaamheden en beginnen een voor buitenstaanders onbegrijpelijke reeks religieuze bewegingen.

## Verkeer
Tenri ligt aan de Sakurai-lijn van de West Japan Railway Company en aan de Tenri-lijn van de Kintetsu (近畿日本鉄道株式会社, Kinki Nippon Tetsudō).
Tenri ligt aan de Nishi Meihan-autosnelweg en aan de volgende autowegen :
- Autoweg 24 (richting Wakayama en Hamamatsu)
- Autoweg 25
- Autoweg 169 (richting Nara en Shingū)

## Stedenbanden
Tenri heeft een stedenband met
- Bauru, Brazilië;
- La Serena, Chili, sinds 1966;
- Seosan, Zuid-Korea.